# Henri d’Orléans (1933–2019)

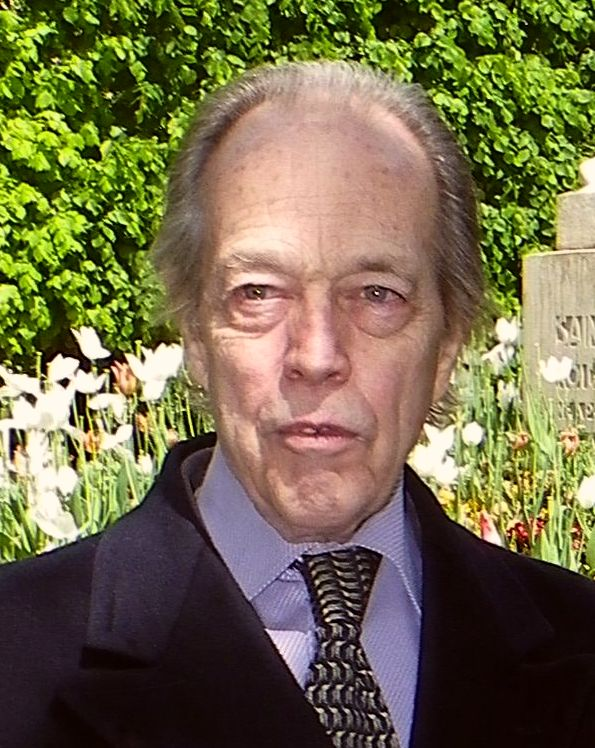
Henri d'Orléans (2014)

Henri d’Orléans (ur. 14 czerwca 1933 w Woluwe-Saint-Pierre, zm. 21 stycznia 2019) – orleański pretendent do tronu Francji jako Henryk VII w latach 1999-2019. Był praprawnukiem Ludwika Filipa I, powołanego na tron w czasie rewolucji lipcowej, 7 sierpnia 1830 – po abdykacji Karola X.

## Tytuły i herb
Do 1999 używał herbu królów Francji przedstawiającego trzy lilie na niebieskim tle. Przez swoich zwolenników (tzw. orleanistów, fr. orléanistes) Henri d’Orléans był uważany za prawowitego następcę królów Francji i Nawarry. Przyznali mu oni imię Henryka VII. Sprzeciwiali się temu tzw. legitymiści (fr. légitimistes), zwolennicy mieszkającego w Hiszpanii Louis Alphonse'a de Bourbon, tytułującego się Ludwikiem XX.
Od 30 czerwca 1957 nosił także tytuł hrabiego de Clermont (fr. comte de Clermont), który został mu odebrany przez ojca 1 listopada 1984 z powodu jego powtórnego małżeństwa, którego ten nie akceptował. Tego samego dnia przyznał mu on mniej znaczący tytuł hrabiego de Mortain. Jednakże później po ślubie kościelnym, przywrócił mu tytuł hrabiego de Clermont i jego następcy na tronie Francji. Nosi też tytuły księcia de Valois, de Chartres, de Nemours, de Montpensier, księcia de Joinville, delfina Owerni, markiza de Coucy, de Folembray, hrabiego de Soissons, de Dourdan, de Romorantin oraz barona de Beaujolais.
Henri d’Orléans był Wielkim Mistrzem orderów Rycerskiego św. Ducha i św. Michała oraz Suwerennym Protektorem Rycerskiego i Szpitalnego Zakonu św. Łazarza z Jerozolimy Obediencji Orleańskiej.

## Życie publiczne
W 1987 wytoczył powództwo przeciwko Louis Alphonse’owi de Bourbon, legitymistycznemu pretendentowi do tronu Francji. Chodziło o umocnienie pozycji Henriego jako głowy królewskiego domu Francji. Sąd francuski uznał jednak, że nie jest właściwy do rozpatrzenia tej sprawy i oddalił powództwo.
Henryk stworzył Instytut Francuskiego Domu Królewskiego (Institut de la maison royale de France), a po śmierci ojca stanął na czele Fundacji Świętego Ludwika (Fondation Saint-Louis) i został jej honorowym prezydentem.
W 2004 roku bez powodzenia startował w wyborach do Parlamentu Europejskiego. Na początku października 2005 w wywiadzie dla tygodnika Point de Vue zdementował informację, jakoby miał ubiegać się w 2007 roku o urząd prezydenta Francji. Jak wyjaśniał, było to zwykłe nieporozumienie z dziennikarzami.

## Życie prywatne
Był najstarszym synem Henriego d’Orléans (1908–1999) (1908–1999) i Isabelle d’Orléans-Bragance, córki Piotra de Alcântara Brazylijskiego (prawnuczki ostatniego cesarza Brazylii – Piotra II).
Dzieciństwo spędził w Belgii, gdyż ustanowione w 1886 r. prawo we Francji zabraniało pobytu na terenie Republiki potomków panujących tam wcześniej dynastii. Prawo to zostało zniesione w 1950, ale Henri przybył do Francji w 1948 na zaproszenie prezydenta Vincenta Auriola. Ukończył studia w Instytucie Nauk Politycznych w Paryżu, a następnie służył w wojsku podczas algierskiej wojny o niepodległość.
5 lipca 1957 roku w kaplicy świętego Ludwika w Dreux poślubił księżniczkę Marię Teresę Wirtemberską (ur. 12 listopada 1934), córkę księcia Filipa Wirtemberskiego. Małżonkowie mieli razem pięcioro dzieci:
- Marie (ur. 3 stycznia 1959), żona Gundakara von und zu Liechtenstein
- François (ur. 7 lutego 1961, zm. 31 grudnia 2017)
- Blanka Elżbieta Róża Maria (ur. 10 września 1962)
- Jean(ur. 19 maja 1965)
- Eudes (ur. 18 marca 1968)

Małżeństwo nie było szczęśliwe i zakończyło się rozwodem w 1984. Sąd kościelny nie stwierdził nieważności małżeństwa. W tym samym roku Henri d’Orléans ożenił się cywilnie – z wywodzącą się z hiszpańskiej szlachty Micaelą Cousiño y Quiñones de León (ur. 30 kwietnia 1938), córką Luis Cousiño y Sebire i Antonii Quiñones de León y Bañuelos. Ślub cywilny odbył się 31 października 1984 w Bordeaux. Małżeństwo to nie spotkało się z aprobatą rojalistów ani ojca, który wydziedziczył syna i pozbawił go tytułu hrabiego Clermont. Maria Wirtemberska otrzymała tytuł księżnej de Montpensier. Później jednak Henri d’Orléans pogodził się z ojcem, który przywrócił mu poprzedni tytuł a jego drugiej żonie nadał tytuł księżnej de Joinville.
Mieszkał w Paryżu, a lato spędzał zazwyczaj w swojej posiadłości na Balearach.
Napisał m.in.:
- A mes fils (1989)
- Adresse au futur chef d'état (1994)
- La France survivra-t-elle l'an 2000 (1997)
- Le passeur de miroir (2000)
- La France à bout de bras (2002)
- L'histoire en héritage (2003)